# سیارک ۷۱۴۰
سیارک ۷۱۴۰ (به انگلیسی: 7140 Osaki، نامگذاری:1994EE1) هفت هزار و صد و چهلمین سیارک کشف شده‌است که در ۴ مارس ۱۹۹۴ کشف شد.
قدر مطلق سیارک برابر ۲۵.۷ است.